# Дятловка (Тавдинський міський округ)
Дя́тловка (рос. Дятловка) — присілок у складі Тавдинського міського округу Свердловської області.
Населення — 4 особи (2010, 17 у 2002).
Національний склад населення станом на 2002 рік: росіяни — 94 %.